# El Waara
 (juin 2017).
El Waara (arabe : الواعرة, signifie : La Dure) est une émission télévisée de caméra cachée truquée  algérienne, créée et produite par Rym Ghazali et diffusée depuis le 27 mai 2017 sur Echorouk TV,.

## Distribution
- Rym Ghazali
- DZjoker